# Exomala variabilis
Exomala variabilis är en skalbaggsart som beskrevs av Ernst Ballion 1870. Exomala variabilis ingår i släktet Exomala och familjen Rutelidae. Inga underarter finns listade i Catalogue of Life.